# Shimanami-Kaidō-Radweg

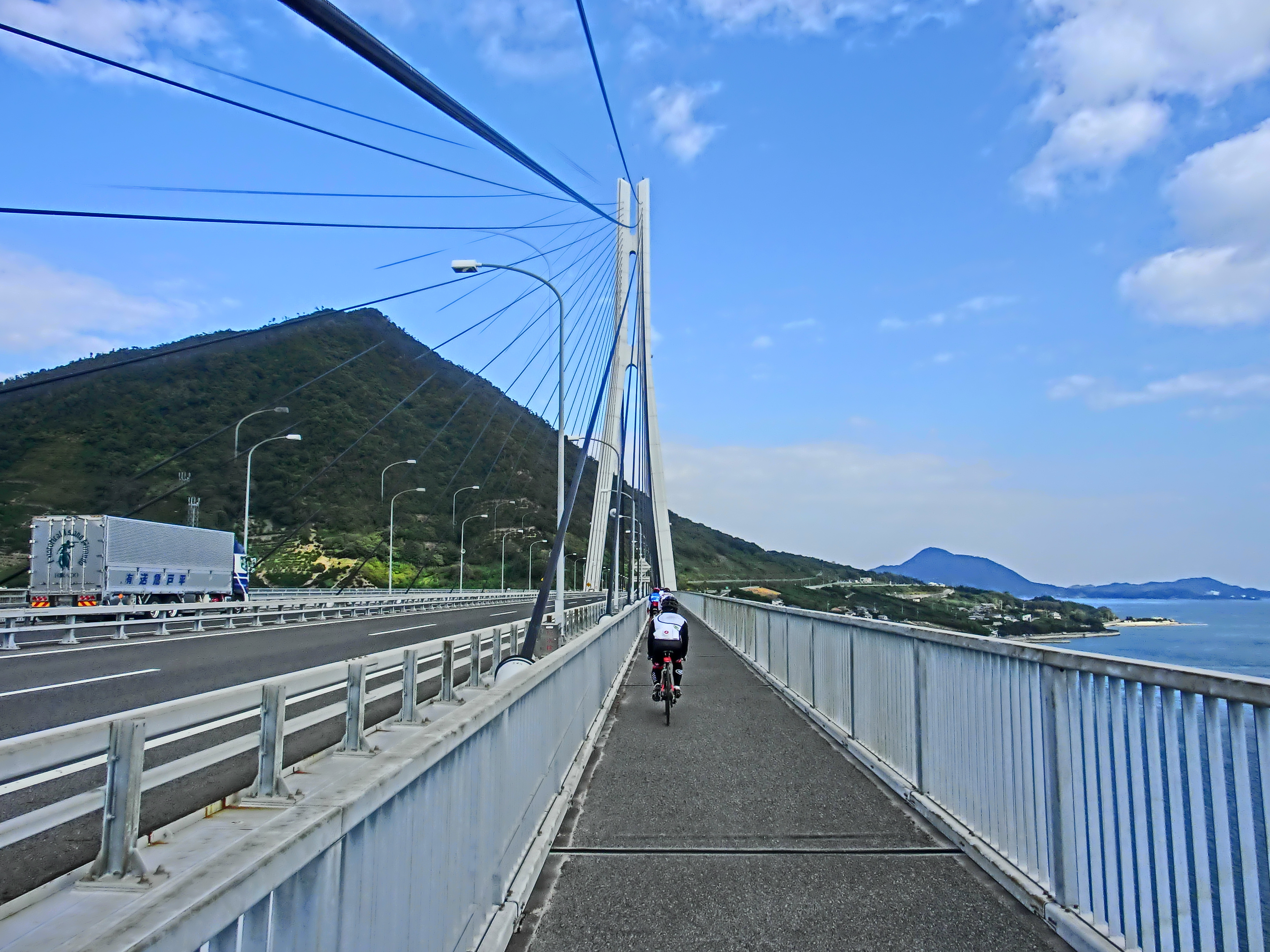
Radfahrer auf der Tatara-Brücke

Der Shimanami-Kaidō-Radweg (japanisch しまなみ海道サイクリングロード) führt über mehrere Inseln und Brücken der japanischen Seto-Inlandsee. Er ist als nationaler Radweg ausgewiesen.

## Wegführung

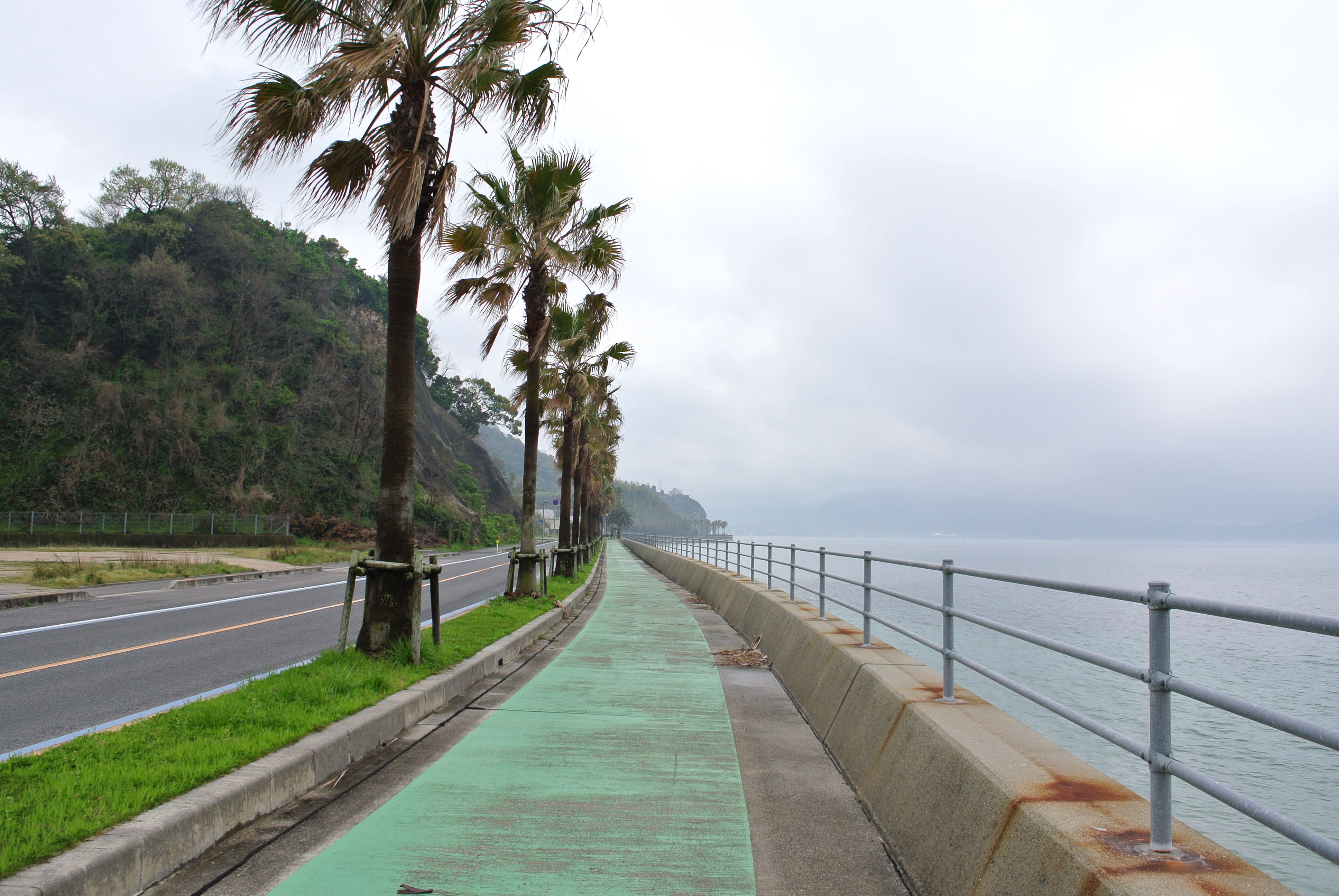
Streckenabschnitt auf Ikuchi-jima

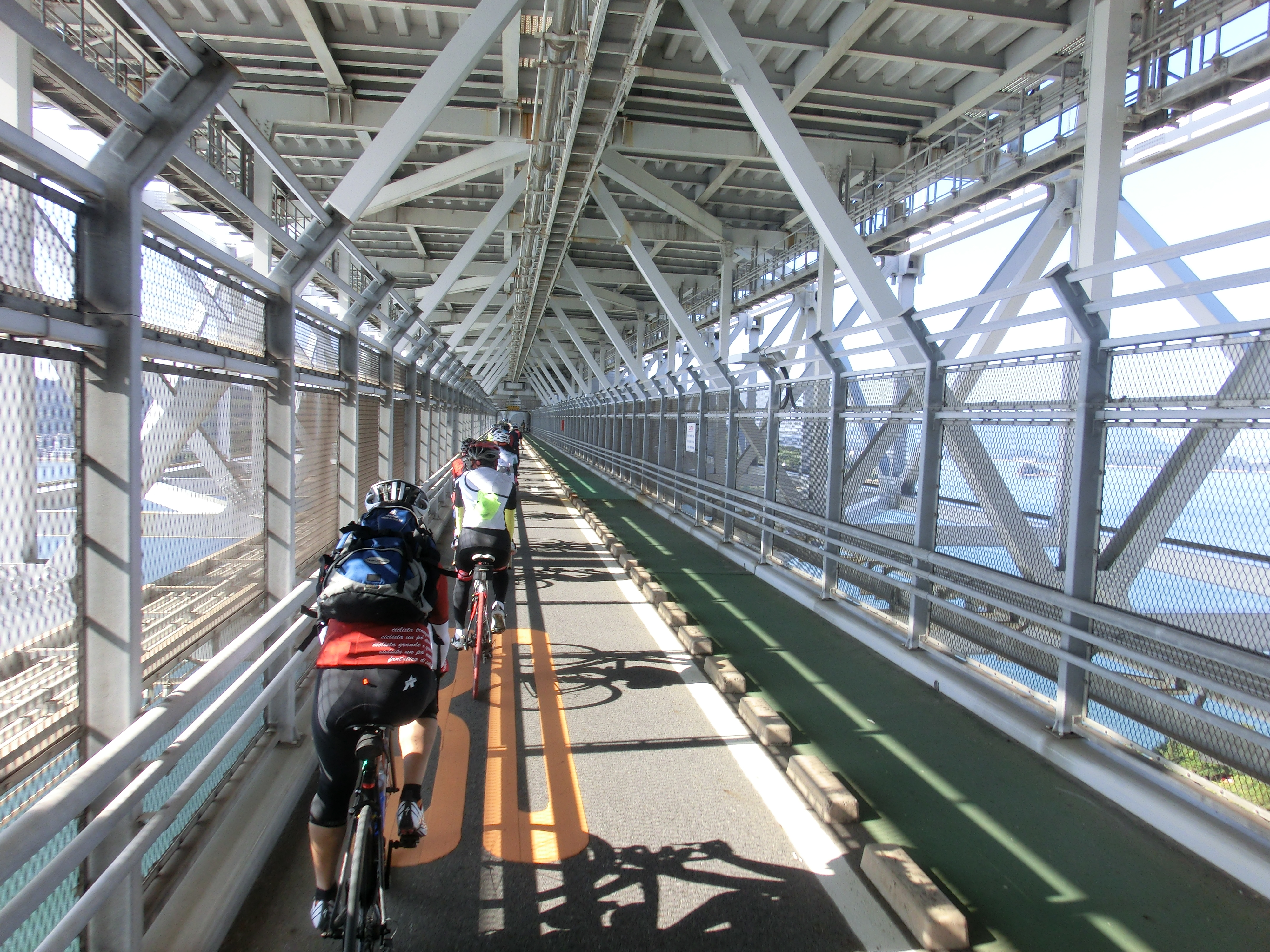
Radfahrer auf der Innoshima-Brücke – hier verläuft der Radweg unterhalb der Autobahn

Der etwa 70 km lange Radfernweg verläuft zu großen Teilen parallel zur Nishiseto-Autobahn. Im Süden beginnt er in der Stadt Imabari der Präfektur Ehime auf Shikoku und endet nach Nordosten in der Stadt Onomichi der Präfektur Hiroshima auf Honshū. Dabei werden der Reihe nach die bewohnten Inseln Ōshima, Hakata-jima, Ōmishima, Ikuchi-jima, Innoshima und Mukaishima passiert. Die Inselkette gehört zu den Geiyo-Inseln und liegt innerhalb der Grenzen des Setonaikai-Nationalparks. Dieser wurde 1934 als einer der ersten Nationalparks Japans gegründet. Die auf dem Weg passierten Brücken umfassen die drei Kurushima-Kaikyō-Brücken, die beiden Ōshima-Brücken, die Ōmishima-Brücke, die Tatara-Brücke, die Ikuchi-Brücke, die Innoshima-Brücke und die Onomichi-Brücke. Darunter sind sowohl Hängebrücken als auch Schrägseil- und Bogenbrücken. Gemeinsam ist ihnen der hellgraue Anstrich, der sich harmonisch in die Landschaft der Seto-Inlandsee einfügen soll.

## Fahrradverleih
Entlang des Radwegs befinden sich mehrere Stationen, an denen Fahrräder ausgeliehen werden können.
| Jahr | Präfektur Ehime | Präfektur Hiroshima |
| ---- | --------------- | ------------------- |
| 1999 | 57,010          | 13,000              |
| 2000 | 33,929          | 10,879              |
| 2001 | 24,257          | 10,549              |
| 2002 | 21,693          | 10,469              |
| 2003 | 22,522          | 9,425               |
| 2004 | 21,016          | 9,461               |
| 2005 | 19,622          | 10,274              |
| 2006 | 24,089          | 11,389              |
| 2007 | 39,034          | 11,924              |
| 2008 | 41,926          | 14,531              |
| 2009 | 36,335          | 15,844              |
| 2010 | 30,842          | 17,336              |
| 2011 | 36,622          | 24,327              |
| 2012 | 41,122          | 33,750              |
| 2013 | 42,228          | 39,623              |
| 2014 | 57,117          | 59,186              |
| 2015 | 67,012          | 68,217              |
| 2016 | 62,348          | 78,857              |
| 2017 | 66,372          | 83,368              |
| 2018 | 58,304          | 73,771              |